# Silinga
Silinga (také Silenga) byla v 6. století langobardská královna, dcera neznámého krále Herulů; podle některých historiků pravděpodobně krále Rodolfa. V dospělosti se stala třetí manželkou langobardského krále Wachona. Z jejich svazku se narodil jediný Wachonův syn a toužebně očekávaný dědic trůnu, budoucí král Langobardů Walthari. Benediktinský mnich a langobardský historik Paulus Diaconus ve svém díle Historia Langobardorum uvádí třetí ženu krále Wachona jako "Herulorum Regis filiam... Salingam"(dceru krále Herulů).
Závěry nejnovějších výzkumů spojují Silingu s ženou, pohřbenou s luxusní výbavou v monumentální hrobce pod mohylou Žuráň u Brna. Antropologický průzkum kosterních ostatků zjistil, že žena zemřela ve věku asi čtyřiceti let na následky smrtelného zranění v oblasti pánve.